# Sarmīte Stone
Sarmīte Stone (Riga, 1963. május 30. –) világbajnok szovjet-lett evezős.

## Pályafutása
1963. május 30-án született Rigában. A Szpartak Riga versenyzője volt. Az 1988-as szöuli olimpián szovjet színekben indult és kétpárevezősben az ötödik helyen végzett. Az 1992-es barcelonai játékokon az Egyesített Csapat tagjaként indult és nyolcasban a negyedik helyen végzett társaival. 1982 és 1991 között a világbajnokságokon nyolcasban két arany- és egy-egy ezüst- illetve bronzérmet szerzett.

## Sikerei, díjai
- Világbajnokság – nyolcas
  - aranyérmes (2): 1982, 1983
  - ezüstérmes: 1991
  - bronzérmes: 1987